# Radosław Piwowarski
Radosław Piwowarski   (Bielsko-Biała, 20 de febrer de 1948) és un guionista, actor i director de cinema polones.

## Biografia
Va néixer el 20 de febrer de 1948 a Olszówka Dolna, un districte de Bielsko-Biała al sud de Polònia. El 1971 es va graduar a l'Escola Nacional de Cinema de Łódź. Entre 1972 i 1981, va ser membre de l'estudi de cinema Zespół Filmowy „X” dirigit pel reconegut cineasta Andrzej Wajda. Des de 1998 fins a 2003, va ser director del canal TVP1. És membre de l'Acadèmia del Cinema Polonès.
La seva pel·lícula de 1985 Yesterday va ser guardonada amb la Conquilla d'Or a la millor pel·lícula al Festival Internacional de Cinema de Sant Sebastià, Tulipa Daurada al Festival Internacional de Cinema d'Istanbul i va ser seleccionada com a entrada polonesa a l'Millor pel·lícula en llengua estrangera als Premis Oscar de 1985, però no va ser acceptada com a nominada. El 1993, la seva pel·lícula Kolejność uczuć va guanyar els Lleons d'Or al 18è Festival de Cinema de Gdynia.

## Vida personal
És fill de la pintora Monika Piwowarska i de l'escultor Edward Piwowarski. Té dos fills Kordian i Cyprian.

## Filmografia
- Hotel 52, sèrie de televisió, temporada 6 i 7 (2012-2013)
- Szpilki na Giewoncie, sèrie de televisió, temporada 4 (2012)
- Kopciuszek, sèrie de televisió (2006-2007)
- Na dobre i na złe, sèrie de televisió (2005-2008)
- Stacyjka (2004)
- Królowa chmur w Święta polskie (2003)
- Lokatorzy, sèrie de televisió (2002-2005)
- Palce lizać (1999)
- Złotopolscy, sèrie de televisió (1997-2010)
- Ciemna strona Wenus (1997)
- Autoportret z kochanką (1996)
- Kolejność uczuć (1993)
- Aby do świtu... (1992)
- Marcowe migdały (1989)
- Pociąg do Hollywood (1987)
- Kochankowie mojej mamy (1985)
- Yesterday (1984)
- Jan Serce (1981)
- Córka albo syn (1979)
- Ciuciubabka (1977)
- CDN (1975)